# Ванеса Вийела
Ванеса Вийела (на испански: Vanessa Villela) или Ванеса Киньонес Ромо (на испански: Vanessa Quiñones Romo), както е истинското ѝ име е мексиканска актриса и певица.

## Биография
Ванеса Вийела е родена на 28 януари, 1980 г. в Мексико сити, Мексико. Дебютира като актриса през 1991 г. в новелата Момиченца. Ванеса е по-известна с ролите си на злодейки и самата тя споделя, че обича именно тези роли, защото са много по-интересни от положителните. Първата си отрицателна роля получава в теленовелата на TV Azteca – „Любов, хубост не гледа“. През 2003 г. следва друга роля на злодейка в „Нова любов“, където се справя все по-добре с отрицателните персонажи. През 2005 г. за първи път от много време, тя приема положителната роля на Анхела Доносо в теленовелата „Втори шанс“. След тази роля продължава да изпълнява отрицателни роли сред, които са „Трудна любов“ (2006), „Eва Луна“ (2010/11) и „Камериерка в Манхатън“ (2011/12). През 2013 г. получава роля в римейка на теленовелата „Втори шанс“ под името „В друга кожа“. Там за разлика от оригинала, където играе положителен персонаж, се превъплъщава в главната злодейка. Партнира си с Давид Чокаро, Мария Елиса Камарго, Лаура Флорес, Хорхе Луис Пила и др.
Ванеса се изявява и като певица. През 2009 г. издава първия си албум „Tu deseo“.

## Филмография
- Господарят на небесата (El señor de los cielos) (2016/2017) – Емилиана Контрерас
- Чема (El Chema) (2016/2017) – Емилиана Контрерас
- В друга кожа (En otra piel) (2014) – Елена Серано
- Камериерка в Манхатън (Una Maid en Manhattan) (2011/12) – Сара Монтеро
- Ева Луна (Eva Luna) (2010/11) – Виктория Арисменди
- Трудна любов (Amores de mercado) (2006) – Моника Салватиер/Ракел Салватиер
- Enemigo en casa (2005)
- Съдбовни решения (Decisiones) (2005/08)
- Втори шанс (El cuerpo del deseo) (2006) – Анхела Доносо
- Три (теленовела) (Tres) (2005) – Хасинда
- Нова любов (Un nuevo amor) (2003) – Карина
- Колелата на любовта (Subete a mi moto) (2003) – Рената
- Какво премълчават жените (Lo que callamos las mujeres) (2001/08)
- Жените, невинни или виновни (Ellas, inocentes o culpables) (2000) – Кристина
- Любовта хубост не гледа (El amor no es como lo pintan) (1998) – Синтия Рико
- Романтични преживявания (Romantica obsesion) (1998) – Летисия
- Капчица любов(Gotita de amor) (1998) – Найда
- Mujer, casos de la vida real (1997)
- Любима неприятелка (Amada enemiga) (1997) – Сара
- Малки момичета (Muchachitas) (1991/92) – Андрея